# リタ・フォード
リタ・フォード（Lita Ford、1958年9月19日 - ）は、イングランド出身のアメリカ人・ロックミュージシャン、シンガーソングライター。
ガールズバンド「ザ・ランナウェイズ」のギタリストとして知られ、解散後はHR/HMを主体としたソロ活動で成功を収めた。
声種はメゾソプラノ。

## 経歴
1958年9月19日にロンドンで、イギリス系の父親とイタリア系の母親との間で生まれた。彼女が4歳のときに家族でアメリカへ移住、11歳からギターを弾くようになった。
17歳となる1975年にガールズバンド「ザ・ランナウェイズ」に加入し、リードギターのパートを務めた。1979年のバンド解散後は、ソロで成功を収めた（同じメンバーのジョーン・ジェットも後に成功を収めた）。

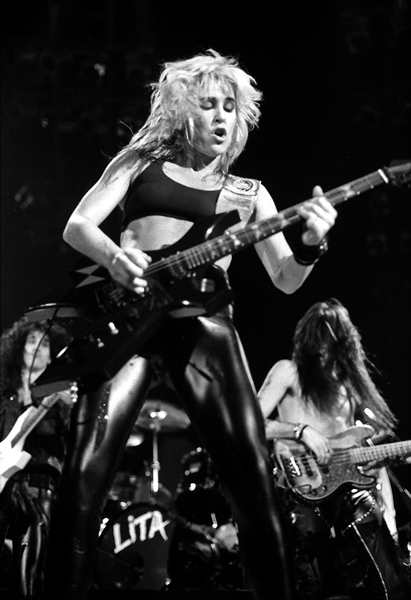
1988年当時

ソロ活動における最初のスタジオ・アルバム『呪われた女 (ブラック・ウィドー)』は、1983年にリリースされた。翌年にも2枚目のスタジオ・アルバム『魔界の戯れ』をリリースし、Billboard 200で65位にランクインした。
1988年にはオジー・オズボーンとの共作曲「永遠の眠り (Close My Eyes Forever)」が収録されたスタジオ・アルバム『リタ』をリリースした。そこからのシングルとして「永遠の眠り」のほか、「キス・ミー・デッドリー」「Back to the Cave」「Falling In and Out of Love」（モトリー・クルーのニッキー・シックスとの共作）がヒットした。
1995年、アルバム『ブラック』のリリースを目途に活動を休止し表舞台から遠ざかっていたが、2008年になって活動を再開している。
2016年、フォードは1980年代の古いアナログ・テープから発見した楽曲を集めたアルバム『タイム・カプセル』をリリースした。このアルバムには、ビリー・シーン、ジーン・シモンズ、ブルース・キューリック、ロビン・ザンダー、リック・ニールセン、デイヴ・ナヴァロ、ロジャー・カーター、ジェフ・スコット・ソートらと作り上げたレコーディング作品が収録されている。

## 私生活
元「W.A.S.P.」のクリス・ホルムズと結婚していたが、のちに離婚。ジム・ジレット（元ニトロのボーカリスト）と再婚し男児2人を儲けたが、2011年に離婚した。

## ギャラリー

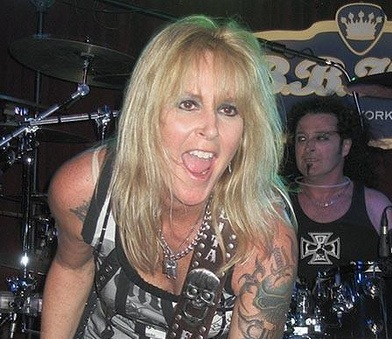
ライブ活動再開時期 (2008年8月)
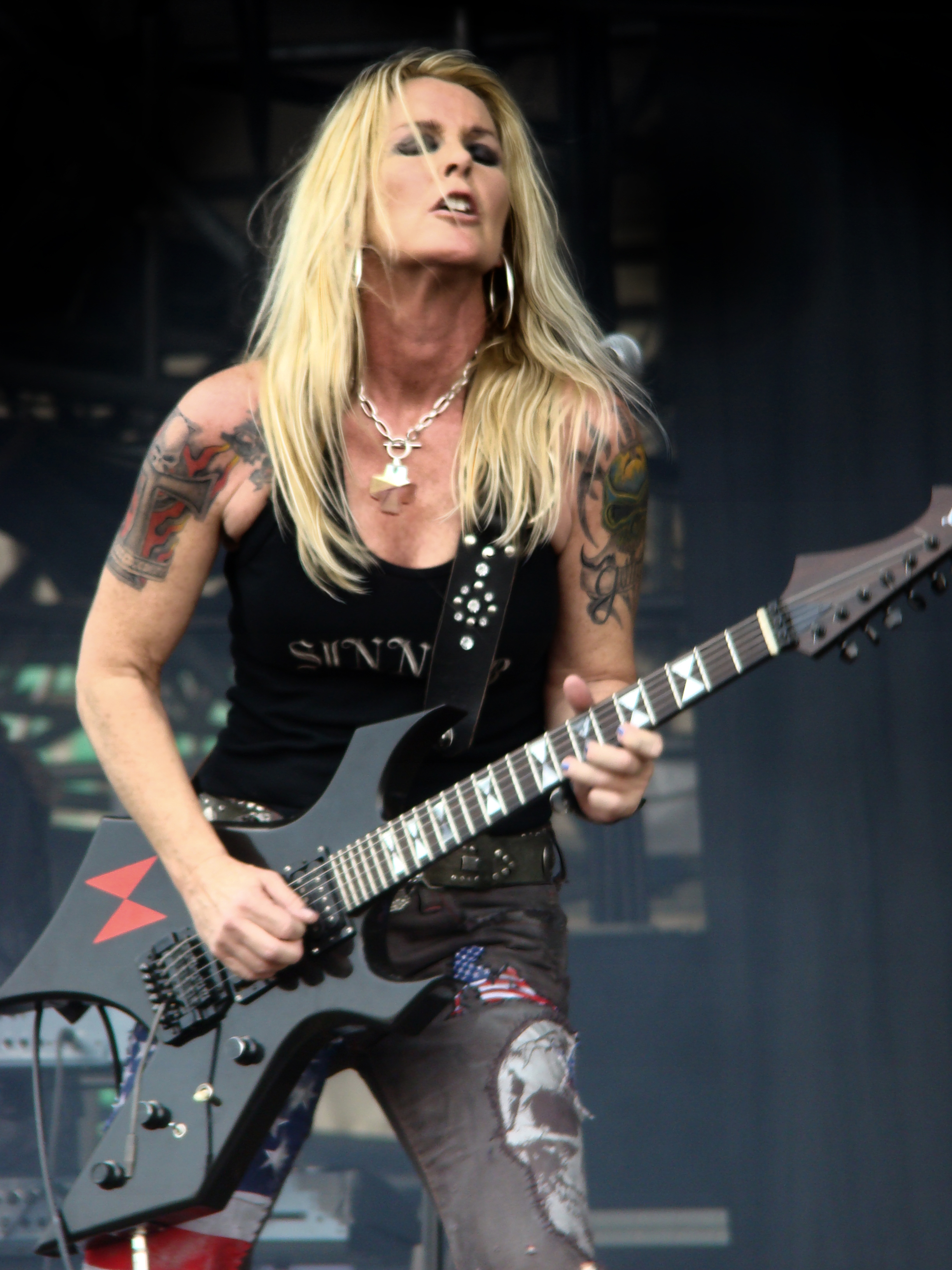
イタリア・モンツァ公演 (2009年6月)
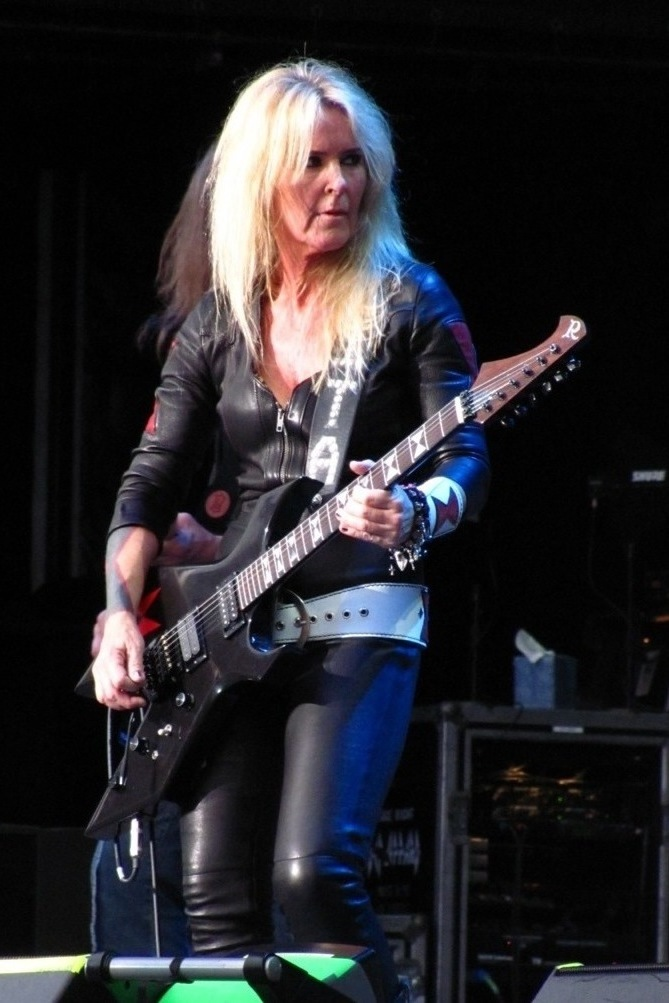
USA.NY公演 (2012年7月)
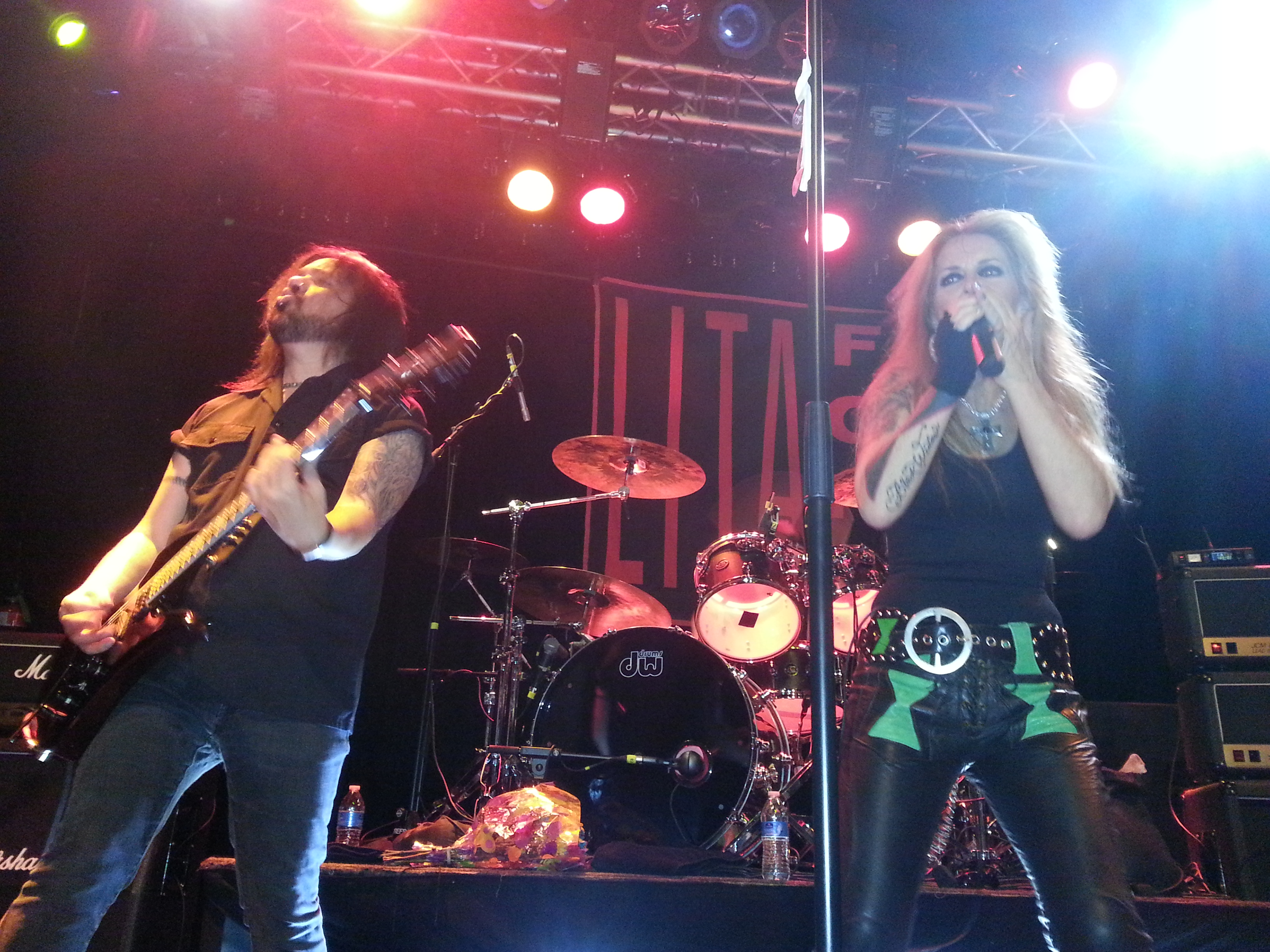
パトリック・ケニソンと共演 (2014年10月)

## ディスコグラフィ

### スタジオ・アルバム
- 『呪われた女 (ブラック・ウィドー)』 - Out for Blood (1983年)
- 『魔界の戯れ』 - Dancin' on the Edge (1984年)
- 『リタ』 - Lita (1988年)
- 『スティレット』 - Stiletto (1990年)
- 『デンジャラス・カーヴス』 - Dangerous Curves (1991年)
- 『ブラック』 - Black (1995年)
- Wicked Wonderland (2009年)
- Living Like a Runaway (2012年)
- 『タイム・カプセル』 - Time Capsule (2016年)[5]

### ライブ・アルバム
- Greatest Hits Live! (2000年)
- Kiss Me Deadly – Live (2007年)
- The Bitch Is Back... Live (2013年)

### コンピレーション・アルバム
- 『ザ・ベスト・オブ・リタ・フォード』 - The Best of Lita Ford (1992年)
- Greatest Hits (1993年)[6]
- 『キス・ミー・デッドリー〜ベスト・セレクション・オブ・リタ・フォード』 - Kiss Me Deadly (1997年)
- Platinum and Gold Collection – The Best of Lita Ford (2004年)
- Nobody's Child (2012年)
- Time Capsule (2016年)